# Grundtvigs Pavillon
Grundtvigs Pavillon er en lille pavillon i parken på godset Rønnebæksholm ved Næstved.
Grundtvigs første kone Elisabeth Blicher døde i januar 1851, og allerede i oktober samme år giftede han sig med enken på godset Rønnebæksholm, Marie Toft. Hun lod bygge en pavillon i godsets park til Grundtvig som han kaldte for Venligheden. Han nåede dog aldrig at benytte den til fordybelse som det var hensigten, da hun døde allerede inden indvielsen i 1854, hvor Grundtvig så i stedet måtte holde en mindetale for sin unge kone.
Pavillonen har været tilskrevet flere arkitekter: Gottlieb Bindesbøll, Johan Georg Kretz (1810-57) og Johan Daniel Herholdt.
Pavillonen blev fredet 31. december 1938.